# Храм у Ком Омбу
Данас видљиви делови Храма у Ком Омбу грађени су у ери Птолемеја, а мањим делом у доба римске владавине у Египту. Грађевина је јединствена по својој двострукој архитектури, т. ј. сва дворишта, сале, светилишта и собе су у потпуној симетрији дуплирана за два божанства. Јужни део храма је посвећен богу крокодилу Собеку, богу плодности и, уз Хатор и Хонсу, ствараоцу света. Северни део храма био је посвећен богу соколу Хароерису, који је познатији као Хорус (старији). Грађевине у комплексу храма су знатно оштећене дуготрајним деловањем поплава и ерозијом.
Собек је син водене богиње Неит, па је стога бог воде и поплава. Његов култ је био јак свуда у долини Нила, а највише у његовом главном светилишту, Храму у Ком Омбу. Господар вода, бог који наводњава, био је логично повезиван са плодношћу. Присуство крокодила било је за старе Египћане претсказање добре жетве. Отуда се у близини овог храма, као и у близини других Собекових светилишта, налази некропола са мумифицираним крокодилима.
Хароерис је грчко име египатског бога, који је вероватно старија форма Хоруса. Он има атрибуте Сунца и Месеца, јер се веровало да он регулише њихово складно смењивање. Празник овога бога је био оних дана када су Сунце и Месец у конјукцији. Хароерис је син бога Ра или Геба, и брат Сета. Хароерис и Сет су симболи добра и зла. Веровало се да је Хароерис тријумфовао над Сетом („Хор нубти“, победнички Хор). Представљан је као човек са главом сокола, крунисан Сунчевим диском и атеф или хеђет круном.

## Галерија
- Главни улаз
- Детаљ Храма у Ком Омбу
- Слике на једном од стубова
- Сцена крунисања уз присуство Бога Хароерис
- Мапа храма
- Капела богиње Хатор